# الزاوية (بني يخت)
الزاوية هو دُوَّار يقع بجماعة اسطيحة، إقليم شفشاون، جهة طنجة تطوان الحسيمة في المملكة المغربية. ينتمي الدوّار لمشيخة بني يخت التي تضم 9 دواوير. يقدر عدد سكانه بـ 430 نسمة حسب الإحصاء الرسمي للسكان والسكنى لسنة 2004.

## روابط خارجية
- البوابة الوطنية للجماعات الترابية
- المندوبية السامية للتخطيط